# State of Emergency 2
State of Emergency 2 est un jeu vidéo de tir à la troisième personne développé par DC Studios et édité par SouthPeak Interactive, sorti en 2006 sur PlayStation 2.
Il fait suite à State of Emergency.

## Accueil
- Jeuxvideo.com : 11/20[1]